# No Land’s Song
No Land’s Song ist ein deutsch-französischer Dokumentarfilm aus dem Jahr 2014 von Ayat Najafi, der auch das Skript schrieb. Die Protagonisten des Films sind die Musikerinnen Sara Najafi, Parvin Namazi, Sayeh Sodeyfi, Emel Mathlouthi, Élise Caron und Jeanne Cherhal. Die Uraufführung des Films erfolgte im September 2014 beim kanadischen Montreal World Film Festival in Kanada, wo der Film den Preis für den Besten Dokumentarfilm und den Publikumspreis erhielt.

## Handlung
Nach der Islamischen Revolution 1979 verboten die religiösen Führer des Irans weiblichen Solo-Gesang, da er angeblich aus Männern willenlose Tiere mache. Die junge Komponistin Sara Najafi widersetzt sich der Zensur und den Tabus und ist fest entschlossen, in ihrer Heimatstadt Teheran ein offizielles Konzert für weibliche Solosängerinnen zu organisieren. Um sich Unterstützung für diese Herausforderung zu holen, lädt Sara Najafi zusammen mit den iranischen Sängerinnen Parvin Namazi und Sayeh Sodeyfi drei Sängerinnen aus Paris ein: Elise Caron, Jeanne Cherhal und die tunesische Sängerin Emel Mathlouthi. Sie sollen vor Ort an dem Musikprojekt mitarbeiten und dadurch auch die musikalische Verbindung zwischen Frankreich und dem Iran wiederbeleben. Über einen Zeitraum von zwei Jahren erzählt der Film die beharrliche Auseinandersetzung Sara Najafis mit den iranischen Behörden für die Genehmigung des Konzerts.

## Kinostart
Der Kinostart erfolgte in Deutschland am 9. März 2016 mit einer Vorstellung in der Berliner Volksbühne. In Frankreich startete der Film am 16. März 2016. Zum Kinostart des Films in Deutschland präsentierte die Niedersächsische Landesvertretung am 21. März 2016 ein Konzert mit Sara Najafi und anderen Musikern aus dem Film.

## Hintergrund
Das Low-Budget-Projekt wurde zwischen August 2011 und September 2013 in Teheran und Paris gedreht. Der Film wurde in Deutschland von Medienboard Berlin-Brandenburg, von der MFG Filmförderung und dem Kuratorium junger deutscher Film gefördert. In Frankreich förderte das Centre National de la Cinématographie.

## Kritik
No Land´s Song wurde eingehend von der deutschen und internationalen Filmkritik besprochen. Kino-zeit.de beschreibt ihn als einen „Dokumentarfilm, der alles mitbringt, was man sich als Zuschauer im Kino wünscht: Eine Story mit klarem Ziel, Höhen und Tiefen, Rückschlägen und Glücksmomenten.“ Der Spiegel lobte „die humorvolle Doku“, die „zeigt, wie es eine Musikerin mit den Sittenwächtern aufnimmt“ und druckte ein Interview mit dem Regisseur Ayat Najafi, in dem dieser über die teilweise gefährlichen Dreharbeiten im Iran berichtete. The Guardian schreibt: „Film und Unterfangen sind ‚gewagt‘ zu nennen. Leider ließ die staatliche Unterdrückung nur vorübergehend nach – die Hardliner haben den Auftritt von Frauen selbst als Begleitsängerinnen verboten.“ Die The New York Times konstatierte: „Beweist eindeutigen Mut zum Filmschaffen. Geht unter die Haut mit künstlerischem Widerstand, Humor, Freundschaft und zu guter Letzt Triumph in einem Land, das für die Unterdrückung der Frauenrechte berüchtigt ist.“ Variety meint: „Ein mitreißender Dokumentarfilm – detailgenau gearbeitet und vielschichtig – voller Höhen und Tiefen wie eine Achterbahnfahrt und randvoll mit herrlicher Musik.“ Und schließlich schreibt The Hollywood Reporter: „Packend, fesselnd und anspornend – ein Dokumentarfilm über das Recht einer Frau, im Iran zu singen.“

## Filmbewertung
No Land’s Song hat am 22. September 2016 von der Deutsche Film- und Medienbewertung (FBW) das Prädikat „Besonders wertvoll“ erhalten. Aus der Begründung: „Es ist dieser Mut und diese Bereitschaft, bis zum Äußersten zu gehen, die in jeder Minute des Films spürbar ist. Dazu erklingen immer wieder wunderschöne Melodien, eine Mischung aus traditionellen Weisen und neuen Kompositionen von Sara und anderen iranischen Künstlerinnen, die in ihrer Kraft und Stärke zu Tränen rühren.“

## Preise und Nominierungen
Der Film wurde bei 97 Festivals weltweit gezeigt und hat dabei 19 Preise gewonnen. Am 16. März 2017 wurde No Land’s Song für den Deutschen Filmpreis nominiert.
| 2014 | Montreal World Film Festival                         | Bester Dokumentarfilm                 | Ayat Najafi | Gewonnen |
| 2014 | Noor Iranian Film Festival                           | Beste Dokumentarregie                 | Ayat Najafi | Gewonnen |
| 2014 | Dok Leipzig                                          | Preis der Jugendjury                  | Ayat Najafi | Gewonnen |
| 2014 | Gijón International Film Festival                    | Docufix Best Documentary              | Ayat Najafi | Gewonnen |
| 2015 | Middle East Now festival                             | Publikumspreis                        | Ayat Najafi | Gewonnen |
| 2015 | International Film Festival of Human Rights in Paris | Special Jury Fleury Merogis           | Ayat Najafi | Gewonnen |
| 2015 | Achtung Berlin                                       | Lobende Erwähnung der Exberliner Jury | Ayat Najafi | Gewonnen |
| 2015 | Kraków Film Festival                                 | Mention spéciale du Jury DocFilmMusic | Ayat Najafi | Gewonnen |
| 2015 | Human Rights Watch Film Festival                     | Nestor Almendros Award                | Ayat Najafi | Gewonnen |
| 2015 | Unabhängiges Filmfest-Osnabrück                      | Friedensfilmpreis                     | Ayat Najafi | Gewonnen |
| 2015 | Verzio International Human Rights Film Festival      | Publikumspreis                        | Ayat Najafi | Gewonnen |
| 2015 | International Folk Music Film Festival – Kathmandu   | Bester langer Film                    | Ayat Najafi | Gewonnen |
| 2015 | Bir duino International Documentary Film             | Best Film on Women’s Rights           | Ayat Najafi | Gewonnen |